# Пентапалладийтригаллий
Пентапалладийтригаллий — бинарное неорганическое соединение
палладия и галлия
с формулой Ga3Pd5,
кристаллы.

## Получение
- Сплавление стехиометрических количеств чистых веществ:

{\displaystyle {\mathsf {5Pd+3Ga\ {\xrightarrow {1020^{o}C}}\ Ga_{3}Pd_{5}}}}

## Физические свойства
Пентапалладийтригаллий образует кристаллы
ромбической сингонии,
пространственная группа P bam,
параметры ячейки a = 0,5500 нм, b = 1,0535 нм, c = 0,4408 нм, Z = 2,
структура типа пентародийтригаллия Ga3Rh5
.
Соединение образуется по перитектической реакции при температуре 1020 °C.

## Применение
- Компонент катализаторов[4].